# 蒙提·歐伍
莫尼雷克·「蒙提」·歐伍（/oʊm/；1981年6月22日—2015年2月1日），美国網路动画师，生前就职于公雞牙齒工作室，並在裡面製作出《RWBY》和《紅鬥藍》等知名作品。在此之前，蒙提曾經在2007年於GameTrailers發放了《哈羅依德》系列（Haloid
）的第一支影片，隨即熱播，其中Destructoid更評論它為「最有趣的《最後一戰系列》相關影片」。現今該影片已擁有超過50萬的觀看次數。同年10月，蒙提發佈了《死亡幻想》系列（Dead Fantasy）的第一支影片，這系列一共有5支影片與18則預告。另外，蒙提也發佈了主角在兩支音樂影片中跳舞的錄像。第一支影片是瑪麗亞·凱莉於2009年的主打單曲《痴迷》，而第二支則是少女時代的《Gee》。在他加入公雞牙齒工作室後，他宣佈系列擱置。
蒙提於2015年1月陷入昏迷，並於2015年2月1日逝世，終年33歲。

## 生平

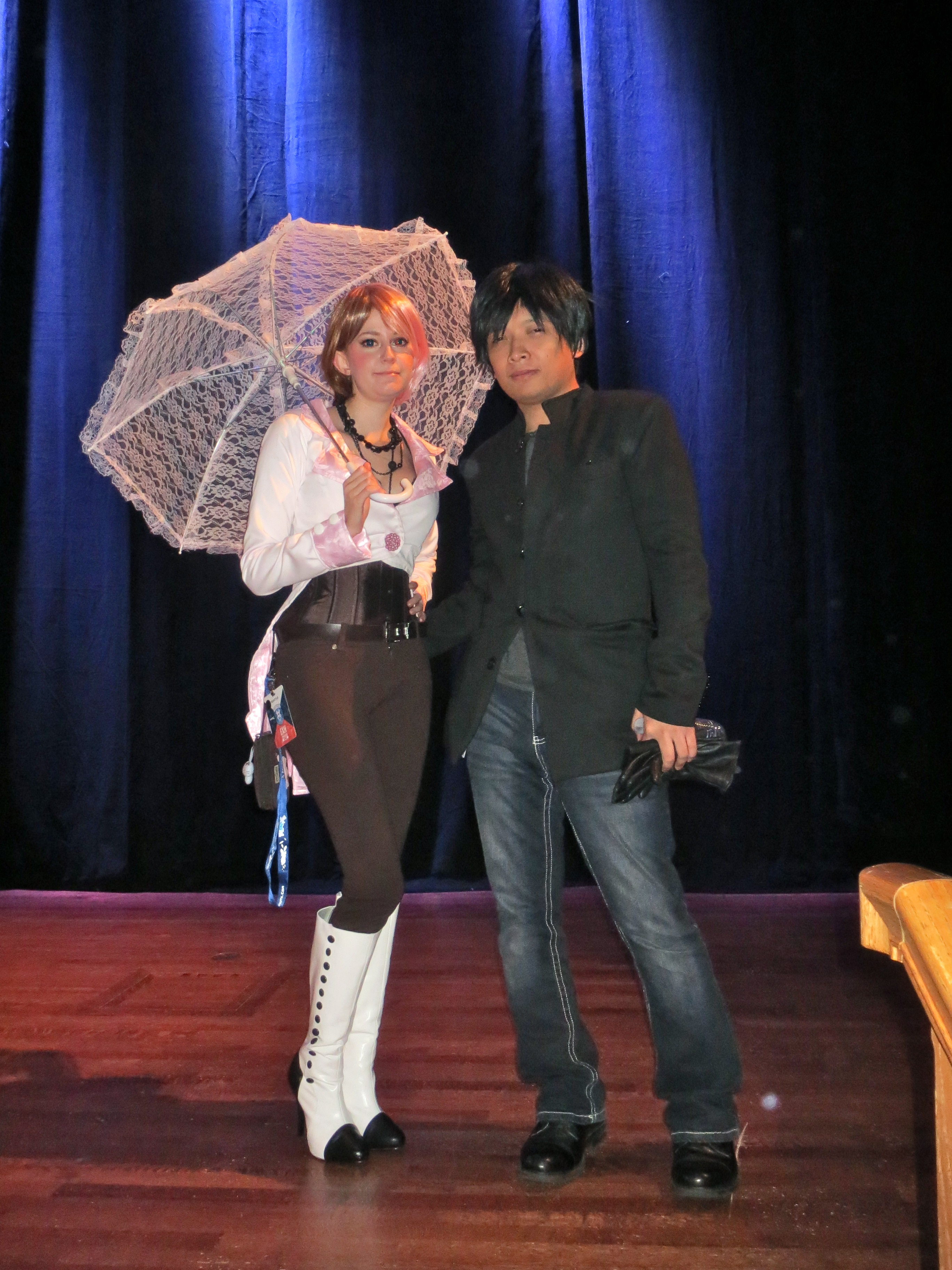
蒙提與他的妻子希娜

蒙提於1981年6月22日在美國羅德島州普罗维登斯出生。據他所說，他有著柬埔寨人、越南人、中國人和日本人的血統。2002年，蒙提於高中輟學，同時亦開始把影片放上網。2007年1月，他在網上發現了一些逆向工程技術，讓他可在《最後一戰2》中拿取模型和在《任天堂明星大亂鬥DX》中加入《最後一戰系列》的角色斯巴達與《銀河戰士系列》的薩姆斯·艾倫，而《哈羅依德》系列的設計概念便正正來自於此。同年，他被米德威遊戲聘為動作設計師。2008年，他轉為任職於萬代南夢宮遊戲，並擔任《爆炸頭武士》的動作設計師。在2009年，蒙提於2009年的聖地亞哥國際動漫展與伯尼·伯恩斯結識，並討論兩人聯手組成團體的可能性。而在2010年，他宣佈加入公雞牙齒工作室任角色動畫師與舞蹈動作設計者，2012年，公雞牙齒工作室發佈了最新作《RWBY》，蒙提在該作中擔任創作者和首席動畫師。2014年5月10日，蒙提與希娜·杜奎特結婚。

## 逝世
2015年1月21日，蒙提在一次例行檢查中出現了嚴重的藥物過敏反應而令他昏迷，公雞牙齒工作室創辦人伯尼·伯恩斯表示他在加護病房治療，並稱「不知道他能否恢復過來」。因應此事，有網民於GoFundMe設立捐款網站，以作蒙提的醫藥費。網站的捐款目標雖然設為3萬元，但這不到3小時便被打破。1天後，該網站已經籌得超過15萬。2015年2月1日，蒙提因過敏引起的併發症而死，年僅33歲。公雞牙齒工作室分別在2月2日和4日發放了影片，以表達對蒙提的敬意。

## 獎項與提名
| 年份 | 獎項               | 類別           | 作品       | 結果 |
| ---- | ------------------ | -------------- | ---------- | ---- |
| 2012 | 美國製片人協會評選 | 出色的數碼系列 | 《紅鬥藍》 | 提名 |
| 2014 | 流光獎             | 最佳動畫       | 《RWBY》   | 獲獎 |
| 2014 | IAWTV評選          | 最佳動畫系列   | 《RWBY》   | 獲獎 |

## 外部連結
- Haloid在GameTrailers的Info頁 （页面存档备份，存于）
- 蒙提·歐伍的Facebook專頁
- 蒙提·歐伍的X（前Twitter）
- Monty Oum在互联网电影资料库（IMDb）上的資料（英文）
- YouTube上的蒙提·歐伍頻道
- YouTube上的Tribute to Monty Oum（公雞牙齒工作室紀念蒙提·歐伍的影片）